# ۱۰۰۰ (قمری)
۱۰۰۰ (قمری)، هزارمین سال در گاهشماری هجری قمری است. اول محرم این سال برابر با نوزدهم اکتبر سال ۱۵۹۱ میلادی است.

## درگذشتگان
رویدادهای مهم
تولد صائب تبریزی